# ミツカドコオロギ
ミツカドコオロギ（三角蟋蟀、Loxoblemmus doenitzi）は、バッタ目（直翅目）コオロギ科の昆虫の一種。

## 分布
日本（本州、四国、九州）、中国。

## 形態
体長15-20mm。他の多くのオカメコオロギ属と同様、オス成虫の頭部顔面は扁平で、かつ前傾し、さらにその輪廓の左右、上方、口器の四方が突出し十文字を形成している。また背面からみると、左右前方の三方に角（かど）が出ているようにみえる。本種の標準和名はこれに由来する。

## 生態
農耕地や空地、草地などに生息する。出現期は8-10月。「キッキッキッキ」と歯切れのよい声で鳴く。
昼間、草の根際に潜み、夜になると出歩いて餌を探す。雑食性で、植物の実や葉、小動物の死骸などを食べる。
コオロギの中では比較的乾燥した環境を好み、草原での個体数が最も多い種である。また、オスは闘争心がかなり強く、同種のオスはもとより、自分より大きなエンマコオロギなどにも果敢に挑む。
メスの気配を感じたオスは誘い鳴きでメスを誘う。オスの誘いに応じたメスはそのままオスの背に乗り、交尾が行われる。
オスからメスに精球が渡されると、交尾は終了する。受精卵が成熟するとメスは土中に産卵し、卵は翌年の5-6月に孵化する。
孵化したばかりの幼虫は頭部が黄色く、触角が白い。一見目立ちそうだが地面にいると溶け込んでしまう。